# Communauté de communes Varennes-Forterre
Ne doit pas être confondu avec Communauté de communes de Forterre.
La communauté de communes Varennes-Forterre est une ancienne communauté de communes française, située dans le département de l'Allier, en région Auvergne-Rhône-Alpes.
Elle tire son nom de la ville où est établi son siège, Varennes-sur-Allier, et de la petite région naturelle à laquelle appartiennent les communes qui la composent, la Forterre.

## Historique
La communauté de communes Varennes-Forterre a été créée en décembre 2002, afin de « promouvoir une nouvelle solidarité entre les quatorze communes membres ». Elle s'est « affirmée comme une intercommunalité de projet chargée de préparer et de construire l'avenir » d'un territoire comprenant « plus de dix mille habitants ».
Le projet de territoire a été décidé en 2004 avec la participation de plus de deux cents acteurs locaux, avec les « premières assises du développement Varennes-Forterre ».
L'intercommunalité adhère au Pays Vichy-Auvergne en 2007.
Le schéma départemental de coopération intercommunale de l'Allier prévoyait la fusion avec la communauté de communes du Pays de Lapalisse, la loi no 2015-991 du 7 août 2015 portant nouvelle organisation territoriale de la République imposant un seuil minimal de population de 15 000 habitants, non atteint (9 665 habitants en 2012). Cette fusion n'était pourtant pas obligatoire. La fusion de ces deux communautés de communes créera une structure intercommunale de 28 communes (sauf fusion éventuelle de Lapalisse et Saint-Prix, dans l'intercommunalité voisine) pour une population d'environ 18 000 habitants.
Après l'adoption du schéma départemental de coopération intercommunale, ce périmètre est inchangé, mais en juin 2016, celui-ci a été modifié ; la CC Varennes-Forterre fusionnera avec les communautés de communes Val de Besbre - Sologne Bourbonnaise et Donjon - Val Libre. Cette fusion est prononcée par un arrêté préfectoral du 8 décembre 2016 ; la nouvelle structure intercommunale prend le nom de « Entr'Allier Besbre et Loire ».

## Territoire communautaire

### Géographie
La communauté de communes Varennes-Forterre est située au centre-est du département de l'Allier, en Auvergne-Rhône-Alpes, entre les agglomérations de Moulins et de Vichy, et « au centre d'un quadrilatère Moulins – Saint-Pourçain-sur-Sioule – Vichy – Lapalisse ». Elle est par ailleurs engagée dans le projet de Pays regroupant des structures intercommunales du sud-est du département de l'Allier et du nord du département du Puy-de-Dôme, connu actuellement sous le nom de Pays Vichy-Auvergne.
Elle s'étend sur 25 084 hectares et comprend quatre entités paysagères : la Sologne bourbonnaise, le Val d'Allier à l'ouest, la Forterre et le Billezois.
Le territoire communautaire est éloigné des axes autoroutiers : en venant de Paris, l'autoroute A71 puis la route départementale 46 via Saint-Pourçain-sur-Sioule, ou en venant de Clermont-Ferrand par les autoroutes A71 et A719 via Saint-Pourçain-sur-Sioule par la route départementale 2009 (ancienne route nationale 9) ou via Vichy par la route nationale 209 partiellement déclassée. De l'est et du sud-est de la France, l'autoroute A72 (renommée A89), puis la route départementale 906 à partir de Thiers.

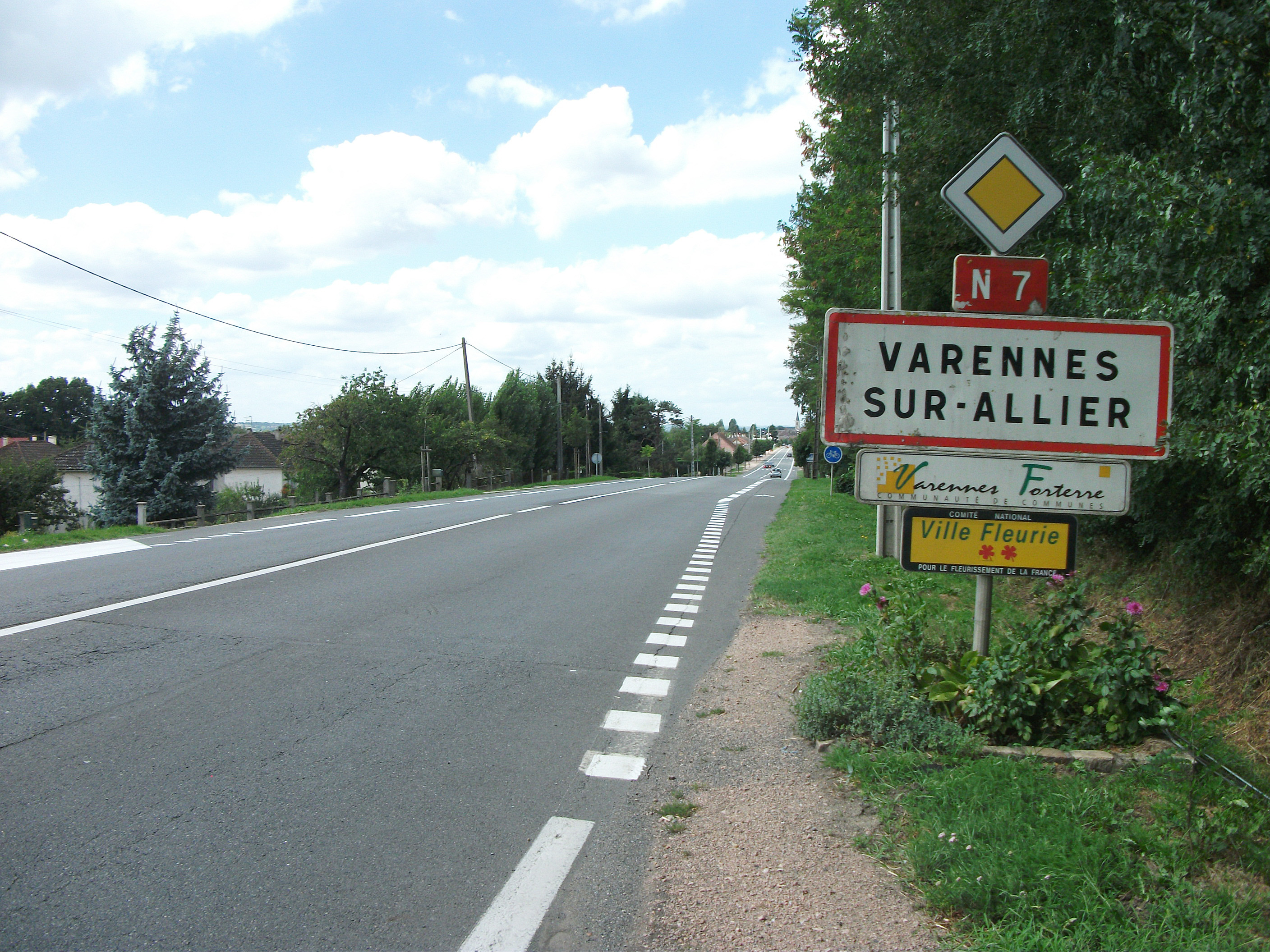
La route nationale 7 traversait Varennes-sur-Allier avant l'ouverture du contournement.

Elle est, en revanche, traversée par deux grands axes routiers nationaux : la route nationale 7, reliant Paris et Moulins au nord, à Lapalisse, Roanne et Saint-Étienne au sud-est. Cette route traverse cinq communes sur le territoire de la communauté de communes (Varennes-sur-Allier, Rongères, Langy et Saint-Gérand-le-Puy). Une déviation, à deux fois deux voies, est en construction. De nombreux échangeurs permettront de ne pas compromettre l'accessibilité du territoire. Vers le sud, la route nationale 209 part de Varennes-sur-Allier pour desservir le nord de l'agglomération vichyssoise.
Les routes du territoire sont également fréquentées par les poids lourds. Aussi la route nationale 7 était-elle fréquentée en 2003 par plus de 17 000 véhicules par jour depuis l'entrée nord.
Varennes-sur-Allier est également traversée par la liaison ferroviaire de Paris à Clermont-Ferrand, et possède même une gare desservie par les trains régionaux. Néanmoins, la gare de Moulins-sur-Allier constitue une « plaque tournante du transport ferroviaire » du nord de l'ancienne région Auvergne.

### Composition
La communauté de communes est composée des quatorze communes suivantes :
| Nom                         | Code Insee | Gentilé         | Superficie (km2) | Population (dernière pop. légale) | Densité (hab./km2) |
| --------------------------- | ---------- | --------------- | ---------------- | --------------------------------- | ------------------ |
| Varennes-sur-Allier (siège) | 03298      | Varennois       | 24,10            | 3 562 (2014)                      | 148                |
| Boucé                       | 03034      | Boucéens        | 21,68            | 518 (2014)                        | 24                 |
| Cindré                      | 03079      | Cindréens       | 22,63            | 316 (2014)                        | 14                 |
| Créchy                      | 03091      | Créchyssois     | 11,61            | 472 (2014)                        | 41                 |
| Langy                       | 03137      |                 | 7,36             | 277 (2014)                        | 38                 |
| Montaigu-le-Blin            | 03179      | Montacutins     | 12,96            | 311 (2014)                        | 24                 |
| Montoldre                   | 03187      | Montoldrois     | 18,90            | 650 (2014)                        | 34                 |
| Rongères                    | 03215      | Rongérois       | 8,95             | 578 (2014)                        | 65                 |
| Saint-Félix                 | 03232      | Saint-Féliciens | 5,20             | 336 (2014)                        | 65                 |
| Saint-Gérand-de-Vaux        | 03234      | Saint-Gérandais | 40,08            | 397 (2014)                        | 9,9                |
| Saint-Gérand-le-Puy         | 03235      | Saint-Gérandais | 19,55            | 1 025 (2014)                      | 52                 |
| Sanssat                     | 03266      | Sanssatois      | 8,40             | 265 (2014)                        | 32                 |
| Treteau                     | 03289      | Tréteautois     | 31,28            | 574 (2014)                        | 18                 |
| Trézelles                   | 03291      | Trézellois      | 18,14            | 394 (2014)                        | 22                 |

Ces communes relevaient de trois cantons différents : dix issus du canton de Varennes-sur-Allier, trois du canton de Jaligny-sur-Besbre (Cindré, Treteau et Trézelles), ces treize communes étant rattachées à l'arrondissement de Vichy, et une commune du canton de Neuilly-le-Réal, Saint-Gérand-de-Vaux, dépendant de l'arrondissement de Moulins.
À la suite du redécoupage des cantons du département de 2014, les trois cantons précités ont disparu : les communes de l'ancien canton de Varennes sont rattachées au canton de Saint-Pourçain-sur-Sioule, tandis que Cindré, Saint-Gérand-de-Vaux, Treteau et Trézelles le sont au canton de Moulins-2.

### Démographie
| 1968   | 1975   | 1982   | 1990   | 1999   | 2008  | 2013  |
| ------ | ------ | ------ | ------ | ------ | ----- | ----- |
| 11 850 | 11 326 | 10 905 | 10 601 | 10 016 | 9 797 | 9 672 |

| Hommes | Classe d’âge | Femmes |
| ------ | ------------ | ------ |
| 1,3    | 90 ans ou +  | 2,6    |
| 10,7   | 75 à 89 ans  | 13,8   |
| 17,7   | 60 à 74 ans  | 17,8   |
| 21,2   | 45 à 59 ans  | 21,3   |
| 17,3   | 30 à 44 ans  | 16,9   |
| 13,5   | 15 à 29 ans  | 11,4   |
| 18,4   | 0 à 14 ans   | 16,3   |

| Hommes | Classe d’âge | Femmes |
| ------ | ------------ | ------ |
| 0,8    | 90 ans ou +  | 2,1    |
| 9,5    | 75 à 89 ans  | 13,9   |
| 18,6   | 60 à 74 ans  | 18,9   |
| 21,5   | 45 à 59 ans  | 20,4   |
| 17,6   | 30 à 44 ans  | 16,5   |
| 15,2   | 15 à 29 ans  | 13,3   |
| 16,8   | 0 à 14 ans   | 14,9   |

## Administration

### Siège
L'intercommunalité siège à Varennes-sur-Allier, 18 rue de Vouroux, dans les anciens locaux des Établissements Collet-Mériaud, un fabricant de meubles créé en 1870 et dont l'activité a cessé en 1954.

### Les élus
La communauté de communes est administrée par son conseil communautaire, composé de trente conseillers communautaires, qui sont des conseillers municipaux représentant chacune des communes membres.
Ils sont répartis comme suit :
| Nombre de délégués | Communes                                                          |
| ------------------ | ----------------------------------------------------------------- |
| 9                  | Varennes-sur-Allier                                               |
| 3                  | Saint-Gérand-le-Puy                                               |
| 2                  | Boucé, Créchy, Montoldre, Rongères, Saint-Gérand-de-Vaux, Treteau |
| 1                  | Cindré, Langy, Montaigu-le-Blin, Saint-Félix, Sanssat, Trézelles  |

### Présidence
Le conseil communautaire du 14 avril 2014 a élu son nouveau président, Roger Litaudon, maire de Varennes-sur-Allier, ainsi que quatre vice-présidents : 
1. Patrick Gobert, maire de Cindré ;
2. Michelle Berthier, maire de Rongères ;
3. David Darras, 1er maire-adjoint de Treteau ;
4. Marie-Josée Margelidon-Fouquet, maire de Montoldre,

et les autres membres du bureau, de manière que chaque commune y ait un représentant.

#### Liste des présidents
| Période       | Période          | Identité       | Étiquette | Qualité                                                 |
| ------------- | ---------------- | -------------- | --------- | ------------------------------------------------------- |
| 2002          | 14 avril 2014    | Xavier Cadoret | PS        | Maire de Saint-Gérand-le-Puy (1991 → )                  |
| 14 avril 2014 | 31 décembre 2016 | Roger Litaudon | DVD       | Cadre bancaire Maire de Varennes-sur-Allier depuis 2014 |

### Compétences
L'intercommunalité exerce les compétences qui lui sont déléguées par les communes membres.
Les deux compétences obligatoires sont :
- l'aménagement de l'espace communautaire : schémas de cohérence territoriale et de secteur, création et réalisation de zones d'aménagement concerté, constitution de réserves foncières, organisation des transports non urbains ;
- le développement économique : création, aménagement, entretien et gestion de zones d'activités industrielle, commerciale, tertiaire, artisanale ou touristique, la gestion de l'immobilier d'entreprise, etc.

Les autres compétences sont :
- logement et habitat : politique du logement social et non social, action et aide financière en faveur du logement social d'intérêt communautaire, opération programmée d'amélioration de l'habitat ;
- développement et aménagement social et culturel : construction ou aménagement, entretien, gestion d'équipements culturels ou sportifs ;
- action sociale : petite enfance, solidarité et emploi ;
- transport ;
- culture : actions culturelles ou socioculturelles, soutien à l'animation culturelle d'intérêt communautaire ;
- environnement et cadre de vie : collecte et traitement des déchets ménagers et assimilés.

### Régime fiscal et budget
La communauté de communes applique la fiscalité professionnelle unique.

## Projets et réalisations
La position stratégique de la communauté de communes, et plus particulièrement de la commune siège (Varennes-sur-Allier), consiste à mettre en œuvre « une stratégie de développement équilibrée », notamment en ce qui concerne le développement des entreprises. Aussi l'intercommunalité se devait-elle de réaliser un parc industriel de vingt-cinq hectares, ainsi qu'un hôtel d'entreprises ou une maison du tourisme et de l'artisanat.
La communauté de communes a réalisé entre autres, une zone d'activités industrielle et artisanale en 2006, un multi-accueil en 2007, une maison de l'entreprise et de l'emploi en 2008, un pôle technique communautaire en 2009, des sentiers de randonnée et un pôle social santé en 2010, un service de transport à la demande en 2011, un pôle archéologique en 2012, et a signé un contrat de redynamisation de la base aérienne 277 en 2016.